# Notoxus brutoni
Notoxus brutoni es una especie de coleóptero de la familia Anthicidae.

## Distribución geográfica
Habita en Botsuana.